# Зонд 5
Зонд 5 е изстрелян на 15 септември 1968 г. и става първият космически апарат, който обикаля Луната и каца на Земята. На 18 септември 1968 г. космическият кораб прелета около Луната, като най-близкото разстояние е 1950 км. По време на полета са направени висококачествени снимки на Земята от разстояние 90 000 км. На борда се намирал биологичен товар, който включвал костенурки, винени мушици, плодни червеи, растения, семена, бактерии и други. На 22 септември спускаемият апарат влиза в земната атмосфера. По план приземяването е трябвало да стане на територията на Казахстан, но поради повреда в системата за ориентация това става в Индийския океан. От там капсулата е успешно прибрана от съветските кораби, намиращи се в района.
Самото спускане от орбита става по неразчетена балистична траектория, което би било опасно за човек, но намиращите се в капсулата биологични образци са невредими. Единствено е обявено, че костенурките са изгубили около 10% от теглото си, но са останали активни и не показвали никаква загуба на апетит.
Полетът е планиран като предшестващ на пилотиран от човек лунен кораб, а биологичните образци са първите земни обитатели, които обикалят Луната и се завръщат живи на Земята.
Спускаемият апарат на Зонд 5 е изложен в музея на „РКК Енергия“, в град Корольов, близо до Москва.
Този окололунен полет е катализатор за решението на САЩ да осъществят първи пилотиран полет около Луната още през декември същата година. Това е полетът на Аполо 8, който първоначално е планиран за изпитания на лунния модул на околоземна орбита.